# Солдатка (приток Таловой)
Солдатка — река в Казахстане, протекает по Зеленовскому району Западно-Казахстанской области.
Солдатка левобережный приток реки Таловая, её устье находится в 39 километрах от устья Таловой (приток Камелика). Длина реки — 14 километров, водосборная площадь — 86 км².

## Топографическая карта
- Лист карты M-39-18 Первосоветское. Масштаб: 1 : 100 000. Состояние местности на 1981 год. Издание 1982 г.